# Постоялко, Людмила Андреевна
Людми́ла Андре́евна Постоя́лко (бел. Людміла Андрэеўна Пастаялка, укр. Людмила Андріївна Постоялко; 17 августа 1941, Жданы, Лубенский район, Полтавская область, УССР, СССР — 6 марта 2007, Минск, Беларусь) — белорусский государственный деятель, министр здравоохранения Беларуси (2002−2005).

## Биография
Родилась в 1941 году в поселке Жданы, Лубенского района, Полтавской области Украинской ССР.
В 1964 году окончила Киевский медицинский институт.
С 1964 по 1973 год работала участковым врачом-терапевтом Брестской детской поликлиники.
С 1973—1992 год — врач-педиатр, заведующая отделением, заместитель главного врача по лечебной работе Брестской детской областной больницы.
С июня 1992 года — главный врач Брестской детской областной больницы.
В октябре 2001 года назначена первым заместителем министра здравоохранения Республики Беларусь.
30 июля 2002 указом Президента Республики Беларусь № 409 назначена Министром здравоохранения Республики Беларусь.
11 ноября 2003 ей присвоено звание «Заслуженный врач Республики Беларусь» — «За заслуги в охране здоровья населения, организации и оказании лечебно-профилактической помощи».
4 марта 2004 избрана председателем Белорусского общества Красного Креста.
27 декабря 2005 указом президента № 629 уволена с должности Министра здравоохранения в связи с переводом на другую работу.
С 28 декабря 2005 года и до своей смерти была председателем Постоянной комиссии Совета Республики Национального собрания Республики Беларусь по демографической безопасности и социальному развитию.
Умерла от рака 6 марта 2007 года, похоронена на Восточном кладбище Минска.

## Награды
- 2003 — «Заслуженный врач Республики Беларусь»
- 2007 — Орден Почёта

## Семья
- Муж — Степан Николаевич Постоялко, родился 25 мая 1933 года в деревня Батарея Берёзовского района Брестской области, 22 января 1952 года был арестован в деревня Берёза вместе с родителями и братом за помощь Организации украинских националистов, был осуждён по статьям 63-1 («измену родине, то есть действия, совершенные … в ущерб военной мощи СССР, его государственной независимости или неприкосновенности его территории») и 76 (участие в организации или подготовке любых «контрреволюционных» действий — от шпионажа до помощи мировой буржуазии) Уголовного кодекса 1928 года, после освобождения из лагеря в Норильске поселился в Бресте и начал работать на «Брестэнерго», дослужился до руководящих должностей. Постоялко были реабилитированы 29 июля 1992 года решением президиума Брестского областного суда. Скончался 14 ноября 2023 года.
- Дочь — Ирина Абельская (1965) — врач
- Внук — Дмитрий Евгеньевич Абельский — офтальмолог и старший преподаватель кафедры офтальмологии БелМАПО, врач лазерной микрохирургии глаза Республиканского офтальмологического центра на базе 10-й больницы[3][4]
- Внук — Матвей Постоялко (2002) — страдает аутизмом, умственной отсталостью и недоразвитыми слуховыми проходами. Матвея записали на девичью фамилию матери, боясь, что больной ребёнок навредит политической карьере Александра Лукашенко. Матвей сейчас находится в психоневрологическом доме-интернате для престарелых и инвалидов №2 на улице Ваупшасова в Минске[5].
- Внук — Николай Лукашенко (2004)
- Сын — Андрей Степанович Постоялко (1972) — врач[6]